# Perkinsville (Vermont)
Perkinsville ist ein Census-designated place und ehemaliges Village in der Town Weathersfield im Windsor County des Bundesstaates Vermont in den Vereinigten Staaten mit 108 Einwohnern (laut Volkszählung von 2020). Perkinsville liegt im Südwesten der Town Weathersfield und wird vom Black River durchflossen.

## Geschichte
Die Town Weathersfield, in der Perkinsville liegt, wurde durch Benning Wentworth im Rahmen seiner New Hampshire Grants am 20. August 1761 zum Verkauf ausgerufen.
Das Village Perkinsville wurde im Jahr 1928 mit eigenständigen Rechten versehen.
Ein schweres Flugunglück ereignete sich am 14. Juni 1947, als ein B-29 Bomber der U.S. Air Force auf den Hawk Mountain prallte, der sich am westlichen Rand des Villages befindet. Alle 12 Besatzungsmitglieder starben beim Aufprall. Ein Denkmal in Perkinsville erinnert an die Tragödie.
In Perkinsville befindet sich eine Pyrit-Lagerstätte, die durch die Pine Hill Quarry erschlossen ist.
Die Upper Falls Covered Bridge wurde 1973 im National Register of Historic Places gelistet.

### Einwohnerentwicklung
| Jahr      | 1900 | 1910 | 1920 | 1930 | 1940 | 1950 | 1960 | 1970 | 1980 | 1990 |
| --------- | ---- | ---- | ---- | ---- | ---- | ---- | ---- | ---- | ---- | ---- |
| Einwohner |      |      |      | 155  | 144  | 142  | 167  | 188  | 187  | 148  |
| Jahr      | 2000 | 2010 | 2020 | 2030 | 2040 | 2050 | 2060 | 2070 | 2080 | 2090 |
| Einwohner | 142  | 130  | 108  |      |      |      |      |      |      |      |

Volkszählungsergebnis Perkinsville, Vermont

## Wirtschaft und Infrastruktur

### Verkehr
Die Vermont State Route 106 verläuft in nordsüdlicher Richtung durch das Village. Im südlichen Teil kreuzt die Maple Street in westöstlicher Richtung.